# Ollie McGill
Oliver James "Ollie" McGill (Melbourne, 2 de novembro de 1981) é um músico australiano que é tecladista e vocalista de apoio do The Cat Empire. Ele compôs "Dumb Ways to Die" para Metro Trains Melbourne. McGill também é membro de várias outras bandas baseadas em Melbourne, incluindo The Genie (uma banda de fusão), The Conglomerate (um quarteto de jazz moderno), Peaking Duck, The Future, 77, e Bedtime de Past Ollie.

## Biografia
Ollie McGill frequentou o Wesley College, em Melbourne, Austrália. Em 1999, McGill foi pianista do Jazz Cats, um grupo de jazz de nove integrantes, que lançou um álbum extenso de quatro faixas, The Jazz Cat. No final daquele ano, McGill nos teclados, Ryan Monro no contrabaixo e Felix Riebl na percussão e voz, fundaram um grupo separado, The Cat Empire.
Durante 2004, McGill e Harry Angus (também do The Cat Empire) no trompete e vocal principal, Jules Pascoe no baixo e Harry Shaw-Reynolds na bateria formaram um quarteto de improvisação de jazz, The Conglomerate. Em setembro de 2005, McGill foi o fundador do grupo de jazz Peaking Duck, com Munro (também no The Cat Empire) no baixo, Dave Ades no saxofone e James Hauptmann na bateria.
Em novembro de 2012, ele compôs a música Dumb Ways to Die, do Metro Trains Melbourne, através da agência McCann Melbourne. A música chegou ao top 10 dos gráficos do iTunes dentro de 24 horas, enquanto o vídeo se tornou viral, alcançando mais de 6 milhões de visualizações em apenas três dias.
McGill também trabalha como produtor, tendo produzido dois EPs para ILUKA (Nikki Thorburn), e várias faixas para Phoebe Eve.